# Stanislas Champein
Stanislas Champein est un homme politique et compositeur français, membre de l'Institut, né à Marseille le 19 novembre 1753 et mort à Paris le 19 septembre 1830.

## Biographie
Champein entre en 1792 dans l'administration et fut préfet à Mayence.

## Œuvres
Il est connu par de spirituelles partitions dont plusieurs sont restées longtemps au répertoire dont :
- Le Soldat français, opéra-comique, 1779  ;
- La Mélomanie, 1781, parodie de la musique italienne ;
- Le Nouveau Don Quichotte, que l'auteur fit passer pour un opéra italien, et qui trompa les Italiens eux-mêmes.

## Source
Cet article comprend des extraits du Dictionnaire Bouillet. Il est possible de supprimer cette indication, si le texte reflète le savoir actuel sur ce thème, si les sources sont citées, s'il satisfait aux exigences linguistiques actuelles et s'il ne contient pas de propos qui vont à l'encontre des règles de neutralité de Wikipédia.